# O2 Арена (Прага)
O2 Арена (чеш. O2 Arena) — многофункциональная арена в Праге, Чехия.
Арена была построена в 2004 году к чемпионату мира по хоккею. До 2008 года называлась Sazka Арена.
Арена является домашней площадкой для клуба Чешской экстралиги «Славия», с 2012 по 2014 год отдельные матчи здесь проводил клуб КХЛ «Лев». 9 октября 2012 года в стенах арены был установлен новый рекорд посещаемости хоккейного матча, проведённого в системе, объединяющей Континентальную, Высшую и Молодёжную хоккейные лиги.

## События
В 2006 году на арене состоялся «Финал четырёх» баскетбольной Евролиги, в котором победил московский ЦСКА.
Команды Национальной хоккейной лиги «Нью-Йорк Рейнджерс» и «Тампа Бэй Лайтнинг» в сезоне 2008/2009 провели между собой два вынесенных матча регулярного чемпионата на «О2 Арене». В сезоне 2010/2011 «Бостон Брюинз» и «Финикс Койотс» также провели между собой два стартовых матча регулярного чемпионата НХЛ.
В ноябре 2012 года на арене прошёл финал Кубка Дэвиса между Чехией и Испанией.
С 6 по 8 марта 2015 года на арене прошёл чемпионат Европы по лёгкой атлетике в помещениях.
С 1 по 17 мая 2015 года арена во второй раз приняла игры чемпионата мира по хоккею.
На O2 Арене регулярно проводятся концерты мировых музыкальных звёзд.